# Liste der Kulturdenkmäler in Kleinmaischeid
In der Liste der Kulturdenkmäler in Kleinmaischeid sind alle Kulturdenkmäler der rheinland-pfälzischen Ortsgemeinde Kleinmaischeid aufgeführt. Grundlage ist die Denkmalliste des Landes Rheinland-Pfalz (Stand: 9. Februar 2023).

## Einzeldenkmäler
| Bezeichnung | Lage                                    | Baujahr                            | Beschreibung                                                                                     | Bild                           |
| ----------- | --------------------------------------- | ---------------------------------- | ------------------------------------------------------------------------------------------------ | ------------------------------ |
| Wegekapelle | Alte Straße Lage                        | 18. Jahrhundert                    | Wegekapelle; tonnengewölbter Putzbau, Passionsrelief, im Kern aus dem 18. Jahrhundert            | weitere Bilder Fotos hochladen |
| Forsthaus   | Friedhofstraße 24 Lage                  | um 1910                            | Forsthaus, teilweise verschiefert, um 1910; Gesamtanlage mit Nebengebäude und hölzerner Torfahrt | Fotos hochladen                |
| Quereinhaus | Großmaischeider Straße 39 Lage          | 1909                               | Quereinhaus, teilweise verkleidet, bezeichnet 1909, Fachwerk aus dem 18. Jahrhundert             | Fotos hochladen                |
| Brunnen     | Großmaischeider Straße, vor Nr. 39 Lage | zweite Hälfte des 19. Jahrhunderts | gusseiserner Pumpbrunnen, zweite Hälfte des 19. Jahrhunderts                                     | Fotos hochladen                |
| Wegekreuz   | Hauptstraße, bei Nr. 30 Lage            | 18. Jahrhundert                    | Wegekreuz, 18. Jahrhundert                                                                       | weitere Bilder Fotos hochladen |